# Nils-Henrik Winblad

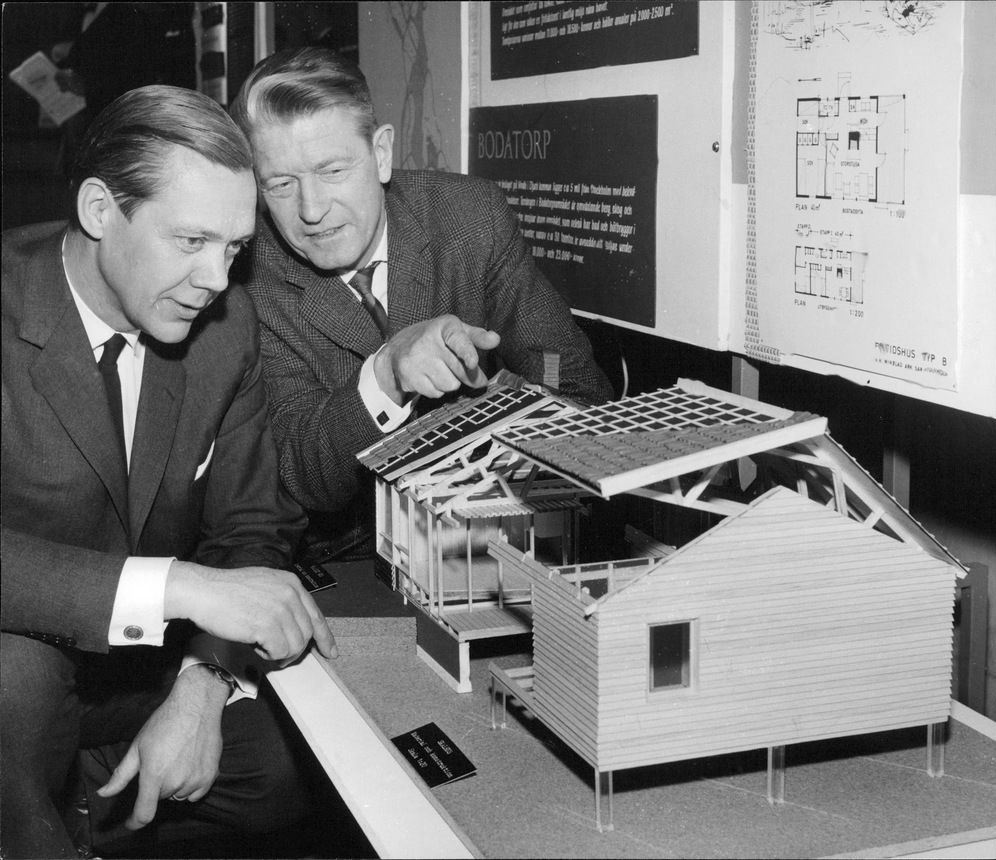
Nils-Henrik Winblad till vänster och bankdirektör Roald Wallberg vid ett "skalhus".

Nils-Henrik Johan Winblad von Walter, född 25 juli 1916 i Johannes församling, Stockholm, död 23 december 2012 i Hedvig Eleonora församling, Stockholm, var en svensk arkitekt.